# Fudbalski Klub TSC
Fudbalski Klub TSC  (em sérvio: Фудбалски клуб ТСЦ, húngaro: Topolyai Sport Club), comumente conhecido como TSC, é um clube de futebol sérvio com sede em Bačka Topola e atualmente o segundo clube de futebol mais antigo da Superliga Sérvia.

## Mudanças de nome
- 1913–1930: Topolyai Sport Club
- 1930–1942: JAK Bačka Topola
- 1942–1945: Topolyai SE
- 1945–1951: FK Egység
- 1951–1974: FK Topola
- 1974–2003: FK AIK Bačka Topola
- 2005–2013: FK Bačka Topola
- 2013–presente: FK TSC

## História

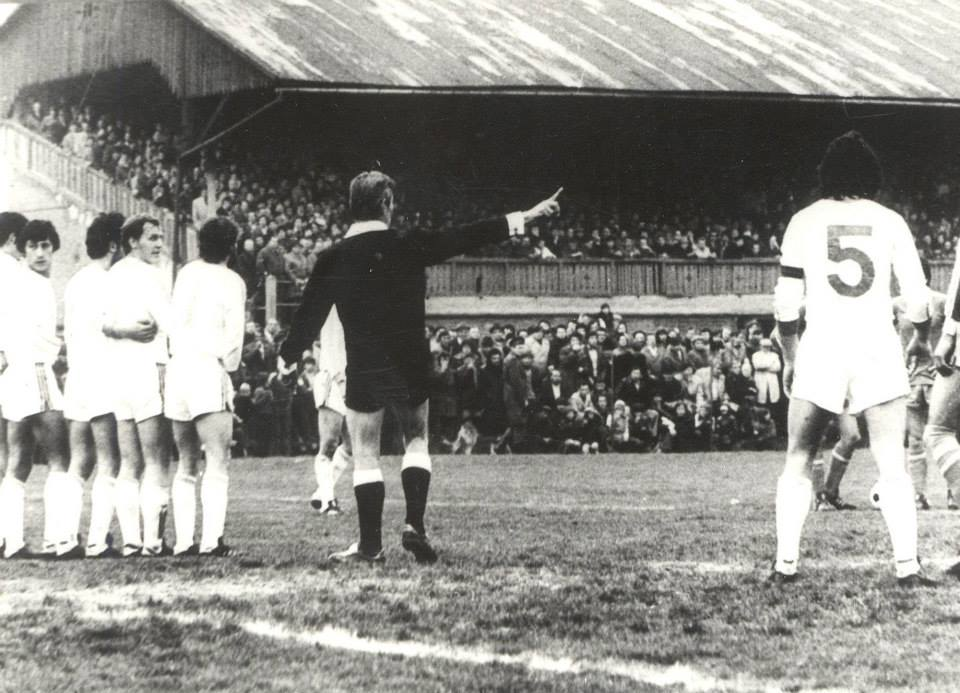
Dia de Derby em Subotica contra Spartak na terceira liga iugoslava em 1978

O primeiro clube de futebol em Bačka Topola foi formado em 1912, mas o TSC existe oficialmente desde 1913 e foi fundado por István Benis, que foi o primeiro presidente. Naquela época, o clube se chamava Topolyai Sport Club. A cidade pertencia então ao Império Austro-Húngaro, e o primeiro patrocinador do clube foi Károly Beer, que também trouxe o primeiro futebol para a cidade. Logo a Primeira Guerra Mundial começou e após a guerra a região de Bačka se tornaria parte do Reino dos Sérvios, Croatas e Eslovenos, renomeado para Iugoslávia em 1929. Em 1930, o clube mudou seu nome para Jugoslovenski Atletski Klub. No início da década de 1930, foi construído o estádio onde o clube ainda hoje joga. Na Segunda Guerra Mundial o clube disputou a Segunda Liga Húngara, terminando em segundo lugar em 1942.

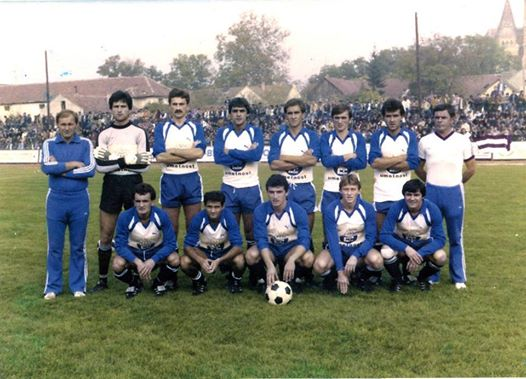
AIK Bačka Topola em 1986

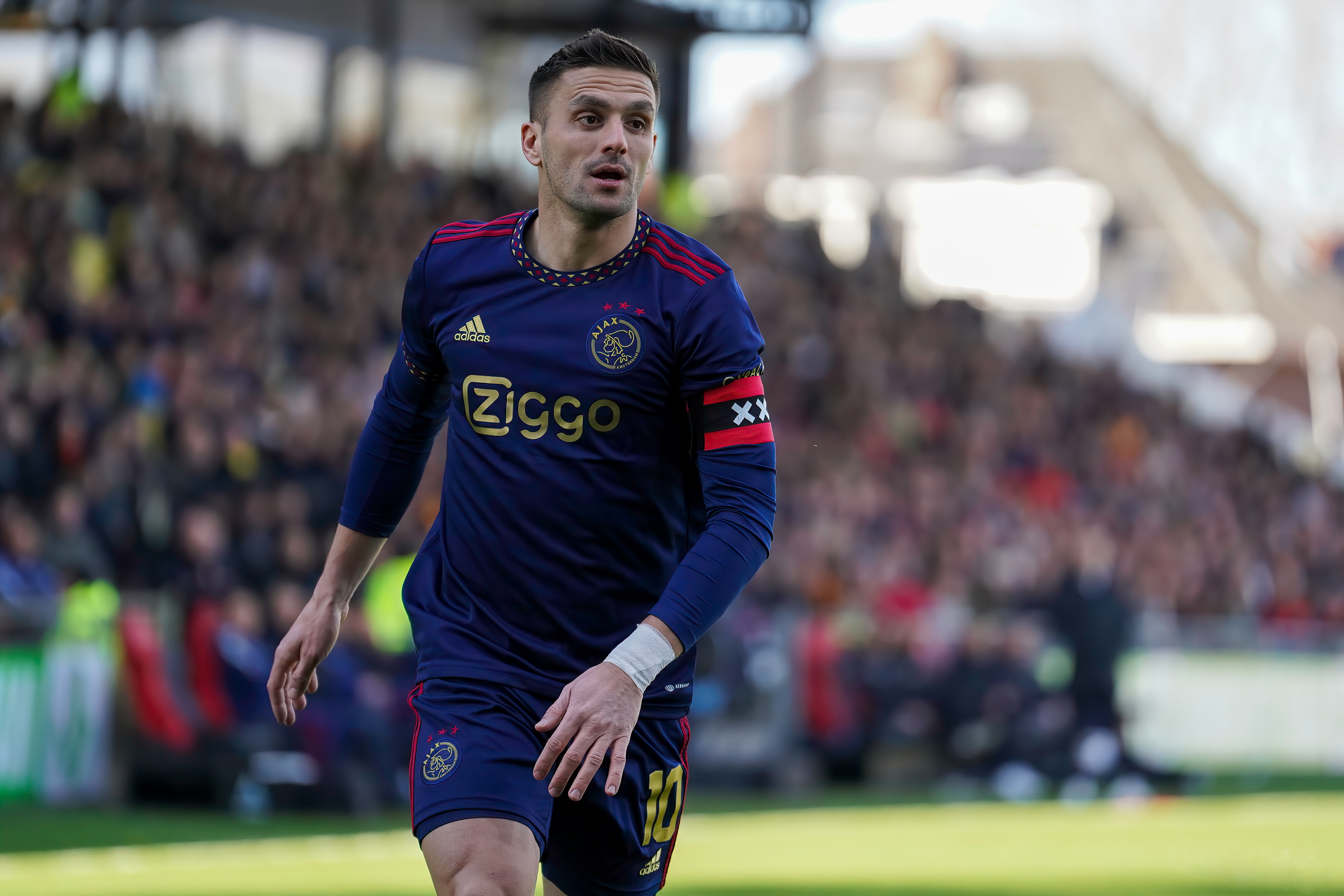
Dušan Tadić, como jogador do, cresceu aprimorando suas habilidades nas categorias de base do clube de sua cidade natal, o TSC.

Após a guerra, a região voltou à Iugoslávia, e o clube foi renomeado para Egység, e contou com o internacional húngaro Jenő Kalmár entre seus reforços mais fortes. Em 1951, o clube muda de nome novamente para Topola. O clube disputou a liga regional Subotica e posteriormente foi promovido à Liga Sérvia (3ª divisão iugoslava). Em 1974, o clube mudou seu nome para FK AIK Bačka Topola. Em 1980, o AIK foi promovido à Segunda Liga Iugoslava e, nos 6 anos seguintes, disputou 5 temporadas na segunda divisão mais alta. Na competição da Copa da Iugoslávia da temporada 1992-93, eles entraram nas Quartas de final após uma vitória contra o Napredak Kruševac, clube da Primeira Liga, por 2–1.
Em 2003, o clube em dificuldades financeiras deixa de competir, mantendo apenas os escalões juvenis. Em 2005, o clube se fundiu com o FK Bajša e voltou a competir com um novo nome, FK Bačka Topola. O clube foi o campeão da Liga Norte da Vojvodina na temporada 2006-07. O clube tem dedicado muito esforço nas categorias de base conquistando títulos em diversos escalões. O clube terminou a temporada 2010-11 em segundo lugar e venceu o jogo de rebaixamento para a Terceira Liga. Em 2013, o nome oficial foi alterado para FK TSC Bačka Topola. Em 15 de outubro de 2013, dia do aniversário do clube, o TSC jogou contra o Partizan (1–4). O clube terminou a temporada 2013-14 em segundo lugar e perdeu o jogo do play-off de promoção para a Terceira Liga após uma disputa de pênaltis (2–2, 2–2) contra o FK Cement Beočin. Em 2014-2015, o TSC venceu a Liga Bačka e voltou à Liga Sérvia Vojvodina, terceira divisão nacional.
O clube terminou a Vojvodina da Liga Sérvia de 2016–17 em terceiro lugar, mas foi promovido à Primeira Liga da Sérvia. Da segunda divisão sérvia, eles foram promovidos pela primeira vez à Superliga Sérvia na temporada 2019-20. Lá, em sua primeira partida da primeira divisão fora do FK Voždovac em Belgrado, jogando no moderno estádio do shopping center, o TSC venceu por 1–2, marcando uma ótima estreia e o momento mais brilhante da história do clube. Sob o comando do técnico Zoltan Sabo, o clube terminou em 4º lugar na primeira temporada da SuperLiga e se classificou para a primeira fase de qualificação da Liga Europa. Ao longo da temporada de estreia do clube, os atacantes Nenad Lukić e Vladimir Silađi foram impressionantes, terminando a temporada como três artilheiros. Outros jogadores impressionantes na temporada pelo TSC foram Janko Tumbasević, Goran Antonić, Saša Tomanović, Srđan Grabež e Đuro Zec.
Na temporada 2022–23, o clube terminou em segundo lugar na Superliga Sérvia e se classificou para a terceira pré-eliminatória da Liga dos Campeões pela primeira vez em sua história.

## Cores e escudo do clube
As cores originais do clube eram o verde e o branco, mas posteriormente substituídas pelo azul. O leão na crista é o brasão de Bačka Topola, que vem do brasão de Pál Kray que era um nobre da cidade no século XVIII.

## Títulos
- PRVA Liga
  - Campeão (1): 2018–19

## Campanha europeia

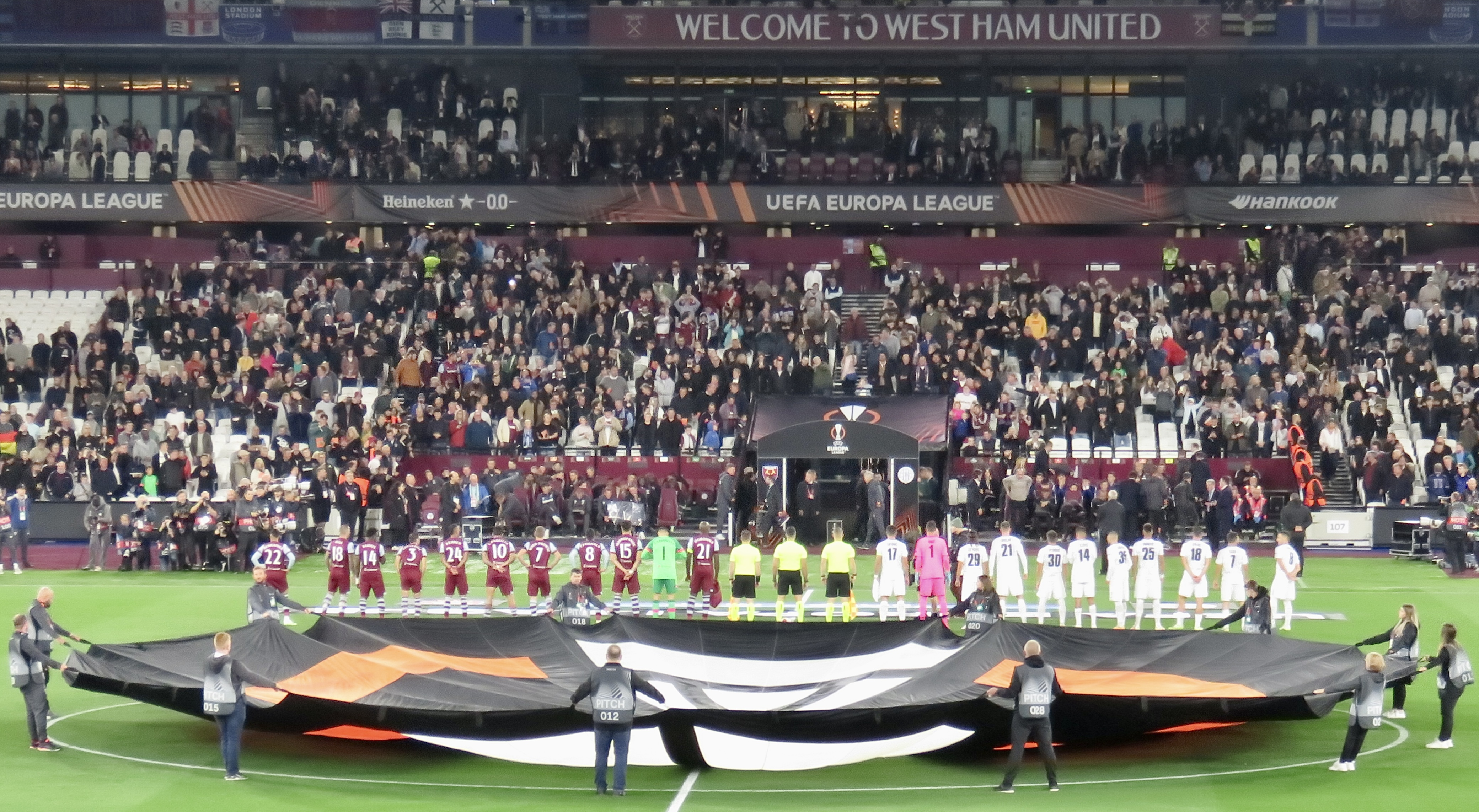
Os jogadores do e do TSC se alinham antes da partida da Liga Europa no Estádio Olímpico em Londres.

| Temporada | Competição                | Rodada                    | Clube             | Casa           | Fora | Agregado |
| --------- | ------------------------- | ------------------------- | ----------------- | -------------- | ---- | -------- |
| 2020–21   | Liga Europa da UEFA       | Primeira pré-eliminatória | Petrocub Hîncești | —              | 2–0  | —        |
| 2020–21   | Liga Europa da UEFA       | Segunda pré-eliminatória  | FCSB              | 6–6 (4–5 Pen.) | —    | —        |
| 2023–24   | Liga dos Campeões da UEFA | Terceira pré-eliminatória | Braga             | 1–4            | 0–3  | 1–7      |
| 2023–24   | Liga Europa da UEFA       | Fase de Grupos            | West Ham          | 0–1            | 1–3  | 4° lugar |
| 2023–24   | Liga Europa da UEFA       | Fase de Grupos            | Olympiacos        | 2–2            | 2–5  | 4° lugar |
| 2023–24   | Liga Europa da UEFA       | Fase de Grupos            | Freiburg          | 1–3            | 0–5  | 4° lugar |
| 2024–25   | Liga Europa da UEFA       | Rodada de Play-off        | Maccabi Tel Aviv  | 1–5            | 0–3  | 1–8      |
| 2024–25   | Liga Conferência da UEFA  | Fase de Liga              | Astana            | —              |      | —        |
| 2024–25   | Liga Conferência da UEFA  | Fase de Liga              | Légia Varsóvia    |                | —    | —        |
| 2024–25   | Liga Conferência da UEFA  | Fase de Liga              | Lugano            |                | —    | —        |
| 2024–25   | Liga Conferência da UEFA  | Fase de Liga              | St. Gallen        | —              |      | —        |
| 2024–25   | Liga Conferência da UEFA  | Fase de Liga              | Gent              | —              |      | —        |
| 2024–25   | Liga Conferência da UEFA  | Fase de Liga              | Noah              |                | —    | —        |

## Jogadores notáveis
| Os seguintes jogadores jogaram por seleções nacionais: - Slobodan Batričević - Jenő Kalmár - Andrija Kaluđerović - Nikica Klinčarski - Norbert Könyves - Zlatko Krmpotić - Savo Pavićević - Dušan Tadić - Janko Tumbasević - Nikola Žigić - Martin Mirchevski | Outros jogadores profissionais: - Dragoljub Bekvalac - Ištvan Dudaš - Viktor Orsag - Čedomir Pavičević - Mitar Peković - Tamás Takács - Zvezdan Terzić - Nenad Todorović - Vladimir Silađi - Nenad Lukić - Petar Ratkov |